# Rainville
Rainville ist eine französische Gemeinde im Département Vosges in der Region Grand Est (vor 2016: Lothringen). Sie gehört zum Kanton Mirecourt im Arrondissement Neufchâteau. Die Bewohner nennen sich Rainvillois.

## Geografie
Die Gemeinde Rainville liegt auf 320 Metern über dem Meer am Fluss Vraine am Westrand der Landschaft Xaintois, etwa 18 Kilometer östlich von Neufchâteau. 
Sie grenzt im Norden an Soncourt, im Nordosten an Pleuvezain, im Osten an Maconcourt, im Südosten an Dommartin-sur-Vraine, im Süden an Saint-Paul, im Südwesten an Balléville. im Westen an Removille und im Nordwesten an Aouze. Die Autoroute A31 tangiert den Westen des Gemeindegebietes.

## Bevölkerungsentwicklung
| Jahr                       | 1962 | 1968 | 1975 | 1982 | 1990 | 1999 | 2008 | 2020 |
| Einwohner                  | 323  | 350  | 388  | 368  | 308  | 274  | 278  | 281  |
| Quellen: Cassini und INSEE |      |      |      |      |      |      |      |      |

## Sehenswürdigkeiten

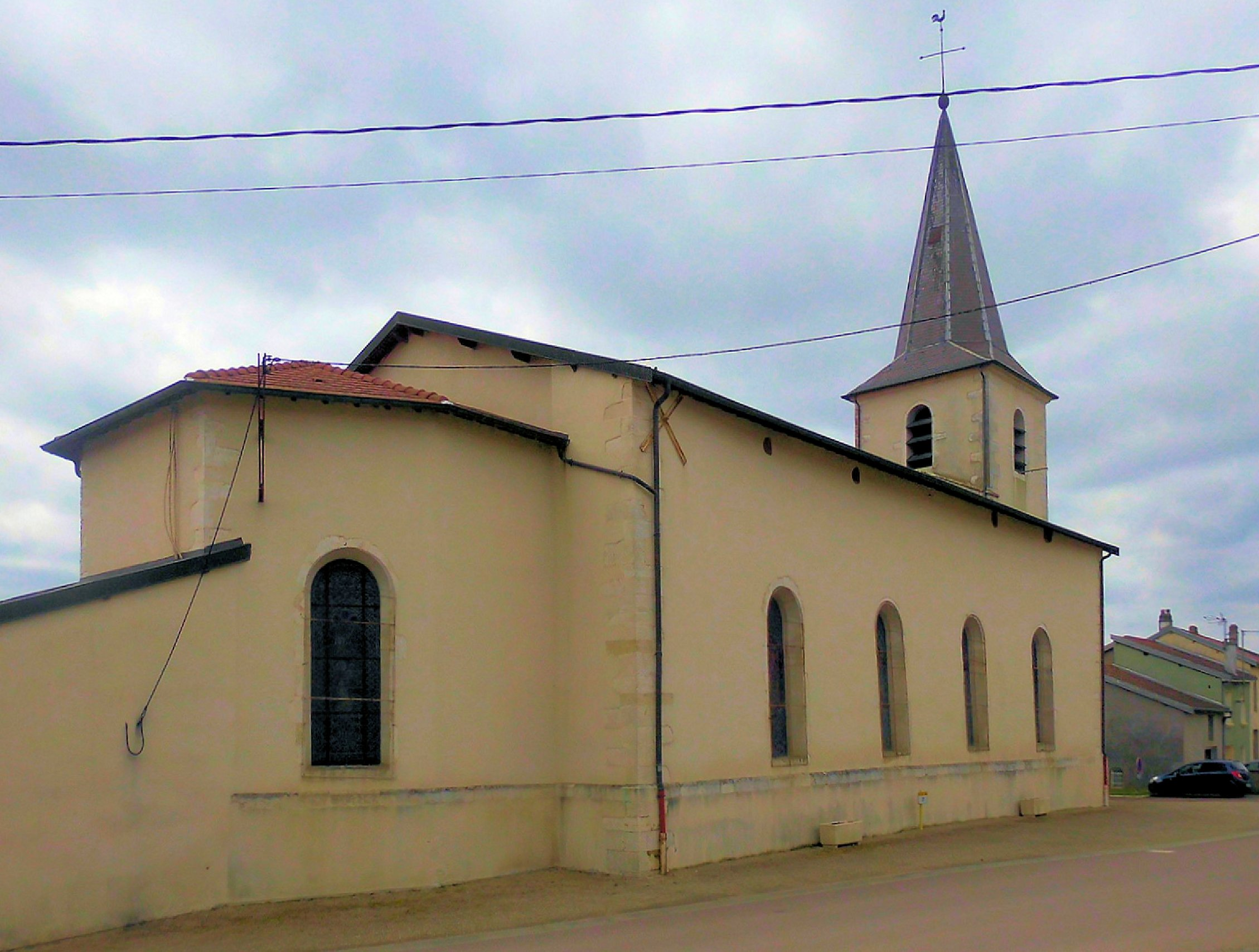
Kirche Saint-Marcel
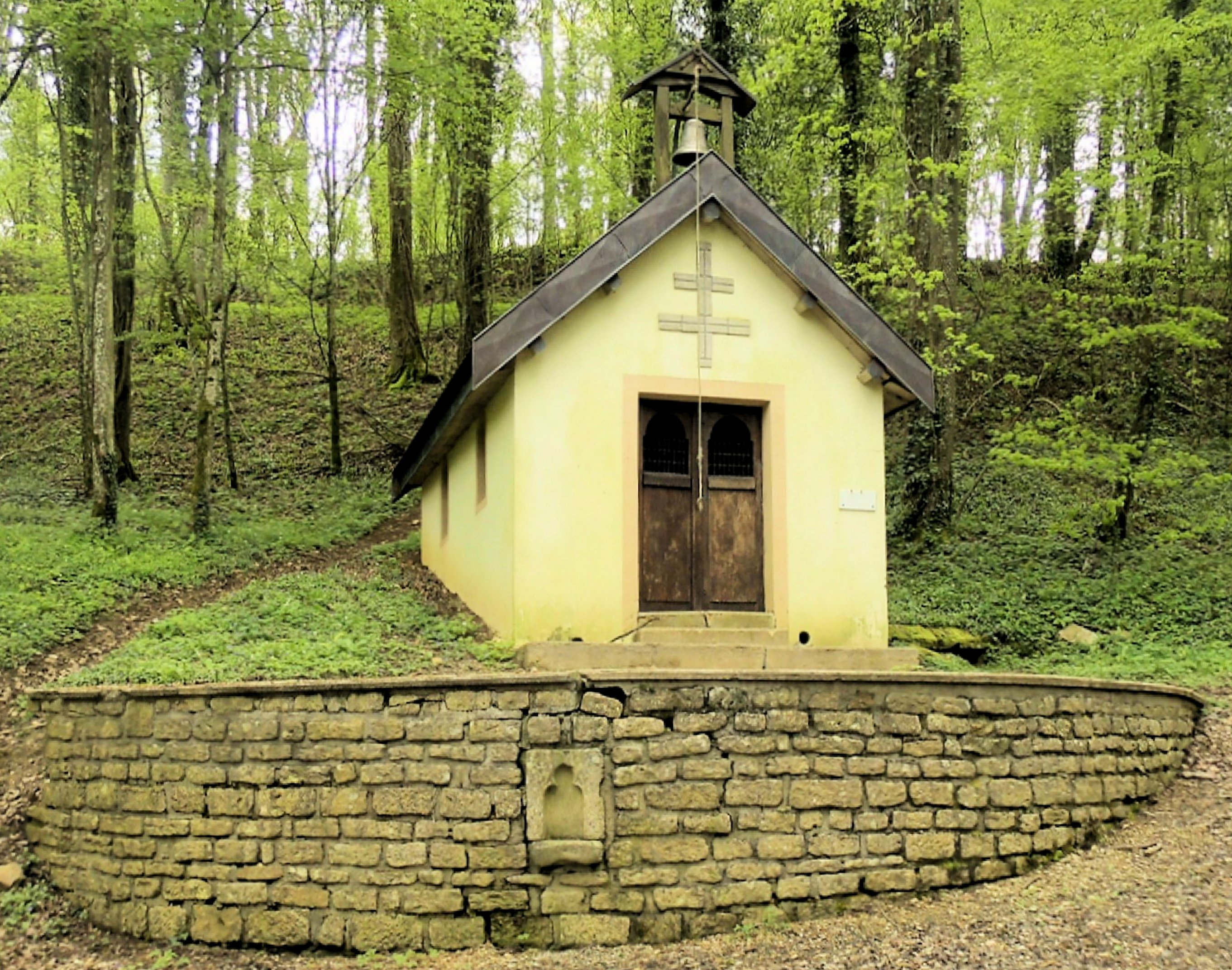
Kapelle St. Johann
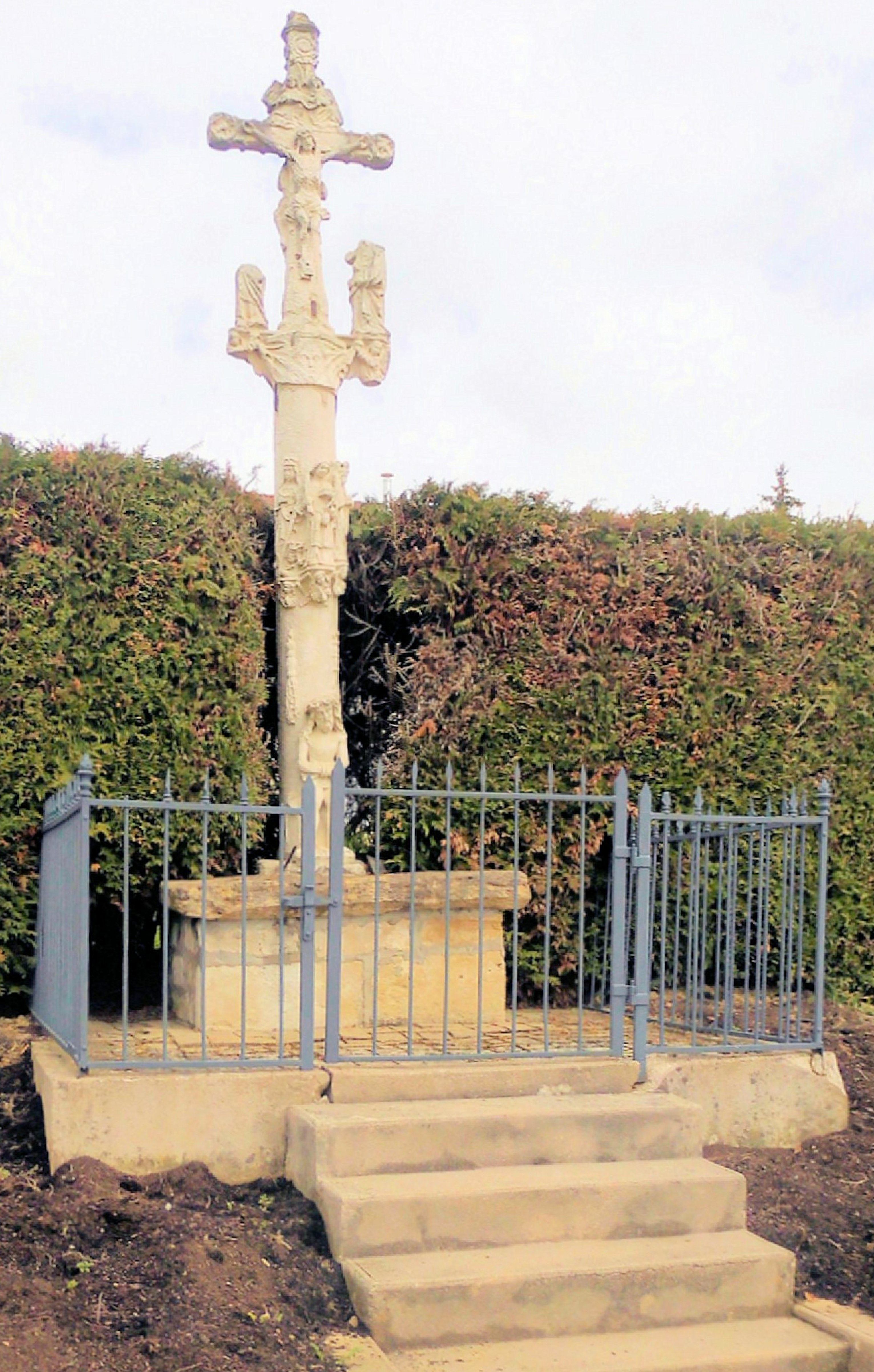
Calvaire
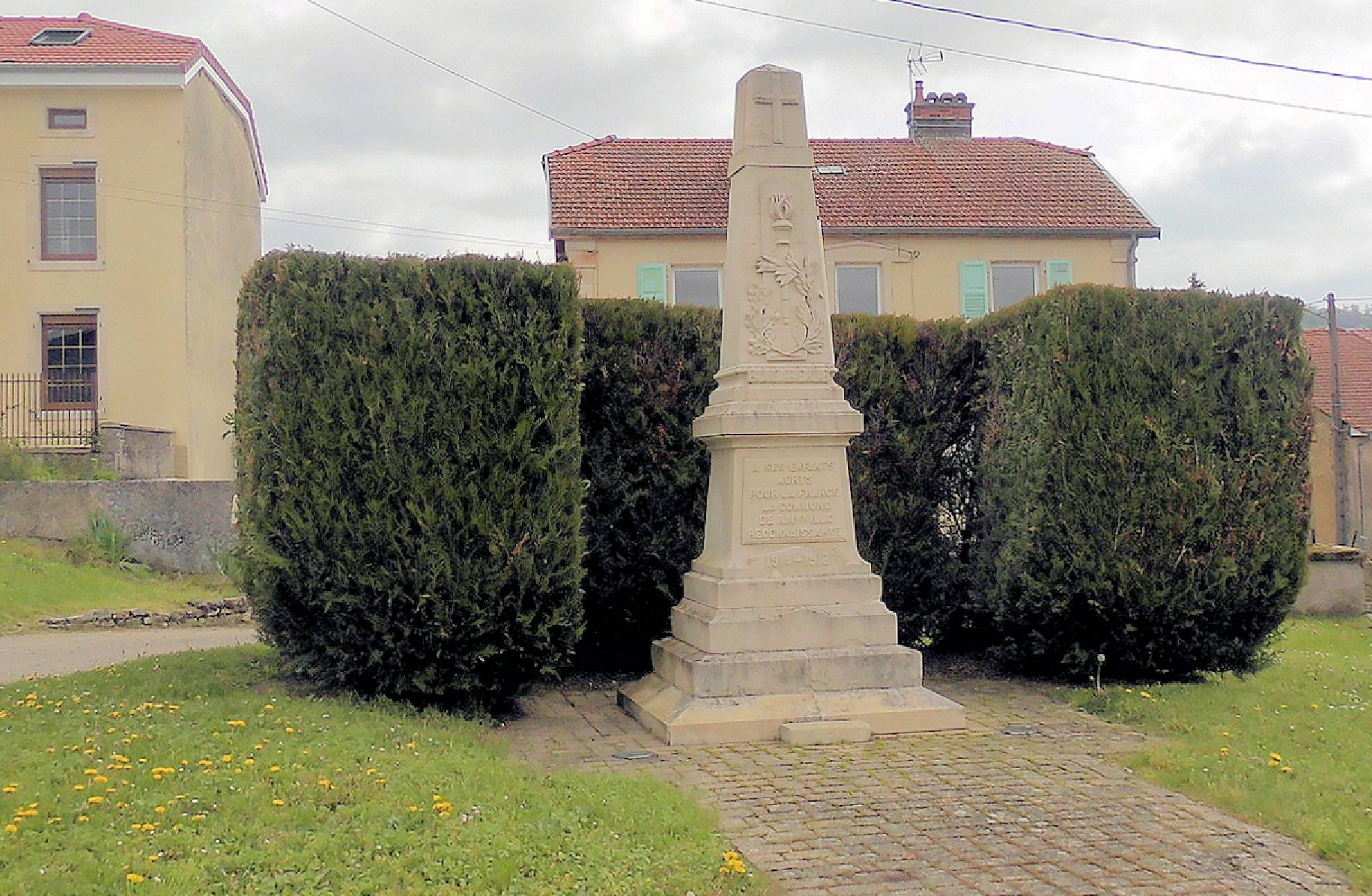
Gefallenendenkmal

- Kapelle Saint-Jean

- Kirche Saint-Marcel
- Kapelle St. Johann
- Calvaire
- Gefallenendenkmal